# Schwarze Liste
Eine Schwarze Liste, Negativliste, Sperrliste, Blacklist, Banlist, auch Schwarzliste, oder einfach nur Index (englisch blacklist) ist eine Liste von Personen oder Dingen, die benachteiligt werden sollen. Diese Benachteiligung kann sich unter anderem in sozialer Diskriminierung oder technischer Einschränkung äußern und kann sowohl dem eigenen Schutz wie der Unterdrückung dienen.
Das Gegenstück zur Schwarzen Liste bezeichnet die „Weiße Liste“ oder Positivliste (whitelist), bei der die auf der Liste genannten Instanzen gegenüber der Allgemeinheit bevorzugt werden. Die „Graue Liste“ kann Dinge oder Personen als Vorstufe oder mildere Form in die Nähe einer Schwarzen Liste rücken, was auch bereits mit Benachteiligungen einhergehen kann.

## Schwarze Listen in Politik und Gesellschaft
Klassische Versionen sind die Proskriptionslisten, die im Römischen Reich zu Zeiten Sullas verwendet wurden. Auf diesen Listen standen die Namen missliebiger, zu ermordender politischer Gegner. Der Index librorum prohibitorum war das amtlich vom Apostolischen Stuhl herausgegebene Verzeichnis verbotener Bücher.
Auch in Diktaturen werden häufig Schwarze Listen mit politischen Gegnern geführt. In der Zeit des Nationalsozialismus erstellte beispielsweise Reinhard Heydrich solche Listen, auf denen unter anderem Ernst Röhm und der Reichskanzler Kurt von Schleicher standen, die beide ermordet wurden. Auch der Name des Autors Bertolt Brecht, der ins Exil gehen musste, fand sich auf einer solchen Liste wieder. Die Sonderfahndungsliste G.B. wurde im Frühjahr 1940 vom Reichssicherheitshauptamt zusammengestellt und listete 2820 Personen auf, die im Falle einer erfolgreichen geplanten Invasion der britischen Inseln von Sondereinheiten der SS systematisch aufgespürt und verhaftet werden sollten. Schwarze Listen wurden in der Zeit des Nationalsozialismus auch jene Listen genannt, anhand derer „schädliches und unerwünschtes Schrifttum“ indiziert und ausgesondert wurde. Auf deren Basis fanden auch die Bücherverbrennungen im Mai und Juni 1933 statt. Unter dem chilenischen Putschgeneral Augusto Pinochet wurden politische Gegner anhand von Schwarzen Listen ebenfalls ermordet.
In den Vereinigten Staaten während der McCarthy-Ära landeten aufgrund antikommunistischer Bedrohungsängste zahlreiche Personen auf einer Schwarzen Liste von nicht mehr zu beschäftigenden Personen. Insbesondere die Filmbranche war (nicht zuletzt dank der tatkräftigen Mitarbeit von Walt Disney) betroffen, die sogenannten Hollywood Ten erlangten internationale Bekanntheit. Unter den Opfern befanden sich unter anderem Charlie Chaplin und Paul Robeson.
In West-Berlin erstellte in den 1970er- und 1980er-Jahren die Notgemeinschaft für eine freie Universität Schwarze Listen über „angebliche Verfassungsfeinde“. Informationssammlungen, die von Rechtsextremen (Anti-Antifa) und Linksextremen über ihre jeweiligen politischen Gegner geführt werden, werden ebenso als Schwarze Listen bezeichnet.
Eine weitere Schwarze Liste in der heutigen Zeit ist die Lista Negra in Brasilien, ein Verzeichnis aller Großgrundbesitzer und Wirtschaftsunternehmen, die Menschen durch unbezahlte Sklavenarbeit auf ihren Wirtschaftsbetrieben ausbeuten. Diese Liste wird von allen Tageszeitungen einmal jährlich veröffentlicht.
Auch Sanktionslisten, wie die Liste der Personen der russischen Visasperrliste, werden – vor allem, wenn sie intransparent sind und als willkürlich erstellt gelten – umgangssprachlich als „schwarze Listen“ bezeichnet.

## Schwarze Listen im Kommunikationsbereich
Die Robinsonlisten sind Schwarze Listen mit Kontaktdaten von Personen, die keine unerwünschte Werbung erhalten wollen. Es gibt diese Listen für Briefpost, E-Mail, SMS, Telefon und Telefax. Die in den Verbänden organisierten Unternehmen verpflichten sich, dem Wunsch der registrierten Verbraucher nach Werbefreiheit nachzukommen und sie in keiner Form kommerziell zu kontaktieren. Der Eintrag in die Robinsonlisten ist kostenlos.
Im Zusammenhang mit dem E-Mail-Verkehr ist eine Schwarze Liste eine Liste mit Domains, E-Mail-Adressen und IP-Adressen, die in der Vergangenheit negativ aufgefallen sind. Passt eine E-Mail zu einem der aufgelisteten Datensätze in der Blacklist, kann sie beim Empfang speziell behandelt werden. Das kann Ablehnung, Verzögerung, Löschung oder Kennzeichnung als Spam (vergleiche auch Spamfilter und Greylisting) sein. Schwarze Listen können dabei lokal geführt werden oder aber auf zentralen Servern als sogenannte Realtime Blackhole List (RBL). Abhängig vom Einsatzzweck wird mitunter auch eine Kombination beider Arten verwendet.
Telefonvorwahlen von Mehrwertdiensten, deren Anwahl verhindert werden soll, können durch technische Umsetzung einer Schwarzen Liste ebenso blockiert werden wie der Eingang von Anrufen bestimmter Rufnummern. Bei der Übermittlung der Rufnummer (CLIP) wird die Rufnummer des rufenden Teilnehmers dem gerufenen Teilnehmer angezeigt.
Programme mit indizierten (blacklisted, deutsch etwa „schwarzgelisteten“) Namen sollen sich nicht ausführen lassen. So werden von Schulen zum Beispiel häufig Filesharing- oder Instant-Messenger-Programme (etwa Kazaa und ICQ) in eine Schwarze Liste eingetragen.

## Schwarze Listen in der Informationstechnik
In der Informatik meistens als blacklist bezeichnet werden Listen an Dateien oder Daten, welche erkannt werden sollen. Ein Beispiel hierfür wäre die .gitignore Datei in einem git-Projekt. Dateien, die einen Namen haben der einem Eintrag in der .gitignore Datei entspricht, werden von git ignoriert. Ein anderes Beispiel sind Antivirenprogramme, diese verwenden unter anderem Listen an Virensignaturen, mit denen versucht wird, Viren zu erkennen. Das Gegenteil von blacklist wird in der Informationstechnik als whitelist bezeichnet. Die technische Implementierung solcher Listen kann über Hashtabellen oder Reguläre Ausdrücke erfolgen.

## Schwarze Listen im Fachzeitschriften- und Verlagsbereich
Auch für die wissenschaftliche Forschung an Universitäten gibt es schwarze Listen über Verlage, die kein ordnungsgemäßes Peer-Review bei der Veröffentlichung von Artikeln in Fachzeitschriften durchgeführt und jeden eingerechneten Artikel gegen eine gezahlte Gebühr veröffentlicht haben (Stichwort: „Predatory Publishing“). Nicht selten handelt es sich um Open-Access-Verlage, in deren Publikationsmedien die Forschungsergebnisse frei zugänglich gelesen können, deren Geschäftsmodell jedoch oft darin besteht, im Vorfeld der Veröffentlichung von den Autoren eine Gebühr zu verlangen. Solche, wie auch alle sonstigen Verlage, werden, falls sie gegen Qualitätserwartungen der Wissenschaft verstoßen haben, infolgedessen bewusst von der wissenschaftlichen Forschung ausgeschlossen und in für diesbezügliche Zwecke zuständigen Listen und Datenbanken geführt.

## Schwarze Listen im Verbraucherschutz
Die Schwarze Liste der Luftfahrtunternehmen wird seit 2006 durch die Europäische Kommission veröffentlicht und quartalsmäßig aktualisiert. Sie stellt die konsolidierte Form der von verschiedenen Ländern veröffentlichten nationalen schwarzen Listen dar und führt alle Fluggesellschaften auf, welche die Betriebsbewilligung aus Sicherheitsgründen verloren haben.
Schwarze Listen werden auch von privaten Personen betrieben, beispielsweise pflegt in Deutschland eine Person eine solche Liste von Schlüsseldienst-, Rohrreinigung- und Schädlingsbekämpfungsunternehmen im Internet.

## Schwarze Listen im Natur- und Artenschutz
Im Naturschutz kennt man in der Schweiz Schwarze Listen für Neophyten, die sich so stark und rasch ausbreiten, dass sie viele andere für den betreffenden Lebensraum charakteristische Arten verdrängen. Das Bundesamt für Naturschutz arbeitet seit 2010 an einem ähnlichen Konzept. Sowohl für Tiere als auch für Pflanzen gilt innerhalb der EU die Liste invasiver gebietsfremder Arten von unionsweiter Bedeutung.
Ansonsten werden Listen im Bereich des Artenschutzes überwiegend als „Rote Listen“ bezeichnet, in denen es um die Artenvielfalt und die Gefährdung einzelner Arten geht.

## Schwarze Liste der Versicherer
Das Hinweis- und Informationssystem der Versicherungswirtschaft (HIS) wird von Kritikern häufig mit einer Schwarzen Liste gleichgesetzt. Dort vermerkte Personen können demnach von angeschlossenen Versicherungen als besonders hohes Risiko eingestuft werden. Verbraucherschützer machen immer wieder darauf aufmerksam, dass derartige Einträge durchaus zu möglichen Nachteilen führen können, beispielsweise während der Antragsphase.

## Schwarze Liste der Steueroasen
Im Jahre 2009 einigten sich die Regierungschefs der G 20 auf die Veröffentlichung einer Liste von Steueroasen. Die aktuelle Liste vom Mai 2012 zeigt die Fortschritte:
Die Europäischen Finanzminister veröffentlichen am 6. Dezember 2017 eine Schwarze Liste von 17 Ländern, die als Steueroase bewertet werden.

## Begriffsersetzung in Amerika
In den Vereinigten Staaten gibt es seit längerem Bestrebungen, als rassistisch diskriminierend empfundene IT-Begriffe wie Master/Slave oder Blacklist/Whitelist, die amerikanische Sprecher an die Sklaverei in den Vereinigten Staaten erinnern, aus dem Sprachgebrauch der Entwickler- und Anwenderinfrastruktur von Softwareprodukten zu beseitigen. Im Gefolge der im Sommer 2020 ausgebrochenen Proteste infolge des Todes von George Floyd wollen unter anderem Google-Projekte wie Chrome, Android und die Programmiersprache Go schnellstmöglich auf alternative Bezeichnungen wie Blocklist und Allowlist wechseln, die als weniger verfänglich als die vielfach mit Hautfarben assoziierten Begriffe Blacklist und Whitelist empfunden und darüber hinaus auch als besser verständlich eingeschätzt werden.